# Václav Bárta (1937)
Václav Bárta starší (* 28. září 1937 Hromnice u Plzně) je český režisér, autor, dramatik, básník, scenárista, zpěvák a skladatel. Jde o autora textu k pohádce Princezna ze mlejna. Je otcem zpěváka Václava „Noida“ Bárty a Štěpána Bárty.